# Judes Poirier
Pour les articles homonymes, voir Poirier (homonymie).
Judes Poirier est un biochimiste québécois né en 1961 à Montréal. 

## Biographie
Judes Poirier fut le dernier élève du docteur André Barbeau, pionnier de la recherche sur les maladies de Parkinson et de Freidreich. 
Le docteur Poirier est professeur titulaire aux départements de médecine et psychiatrie de l'Université McGill à Montréal et, directeur de l’unité de neurobiologie moléculaire de l’Institut universitaire en santé mentale Douglas. Il est aussi cofondateur et directeur adjoint du centre de recherche sur la prévention de la maladie d'Alzheimer base à l'université McGill. Judes Poirier était, de 1997 à 2008, directeur du Centre d’études sur le vieillissement de l’Université McGill. 
Reconnu mondialement pour ses travaux dans les maladies neurodégéneratives et la pharmacogénomique, il a démontré en 1993 qu'une substance normalement chargée de transporter le cholestérol dans le sang et le cerveau, l'apolipoprotéine E4 (ApoE4), est directement reliée à la genèse et à la progression de la maladie d'Alzheimer. Cette anomalie est encore aujourd'hui considérée comme étant le facteur de risque génétique le plus important jamais découvert pour cette maladie du vieillissement. Les personnes avec la maladie d'Alzheimer qui répondent bien aux médicaments conçus pour améliorer la mémoire verront la qualité de l'efficacité thérapeutique grandement influence par le presence de la variante E4 de l'apoE mais aussi, la variante K du gène de la butyrylcholinestérase. En 1995 et 1996, il identifia une série de gènes porteurs de variations génétiques permettant de prédire la réponse thérapeutique de certains médicaments chez un patient donné.
Le travail de pionnier du Dr. Poirier a été récompensé par plusieurs prix prestigieux. Il a obtenu entre autres le prix Beaubien de la Société Alzheimer du Canada, le prix Galien pour sa contribution dans le domaine de la pharmacogénétique, le prix Jonas Salk (en l’honneur du chercheur responsable de la découverte du vaccin contre la polio) et le prix André Dupont du Club de recherches cliniques du Québec. Il est l'un des très rares détenteurs du très prestigieux prix " International AAIC Lifetime Achievement Award in Alzheimer's Disease Research", la plus importante reconnaissance scientifique du genre dans le monde de la recherche dédiée à la maladie d'Alzheimer. Il est aussi récipiendaire d'un doctorat honorifique de l'Université de Montpellier et du Prix GENESIS 2010 dans la catégorie "Innovation de Demain". Il est Chevalier de L'Ordre National du Québec depuis 2004.     
Il est aussi le fondateur de trois entreprises de biotechnologie dédiées à la commercialisation de tests génétiques et pharmacogénétiques, de même qu'au développement de nouvelles stratégies thérapeutiques visant les maladies neurodégéneratives liées au vieillissement. Nommé en 1996 comme l'une des dix personnalités marquantes de l'année dans le magazine l'Actualité, il récidive en 1998 dans le quotidien québécois "La Presse" et de nouveau en 2014, cette fois à titre de personnalité de la semaine.   
Le Dr Poirier a publié, conjointement avec son collègue Serge Gauthier à l'automne 2011, un ouvrage grand public intitulé La Maladie d'Alzheimer - Le guide, aux éditions Trécarré, traduit en six langues qui leur valu en 2012 le prix Hubert-Reeves. Récemment, il a publié un nouvel ouvrage grand public en 2017 intitulé "Jeune et Centenaire" aux éditions Trécarré qui examine les avancées scientifiques dans les domaines du vieillissement et de la longévité.

## Autres distinctions
- 1996 - Parke-Davis/ICAD International Award reçu conjointement avec le Dr Allen Roses au Japon pour la découverte du  lien entre le gène de ApoE4 ou l'apolipoprotéine E4 et la maladie d'Alzheimer
- 2004 - Chevalier de l'Ordre national du Québec
- 2009 - Doctorat honoris causa de la faculté de médecine de l'Université de Montpellier, France
- 2010 - Prix Génésis de Génome Québec en collaboration avec Bioquébec.
- 2014 - Personnalité de la semaine, le quotidien La Presse
- 2015 - Dix Découvertes de l'Année en Science, revue Québec Science.